# Fontaine du Marché-Saint-Honoré

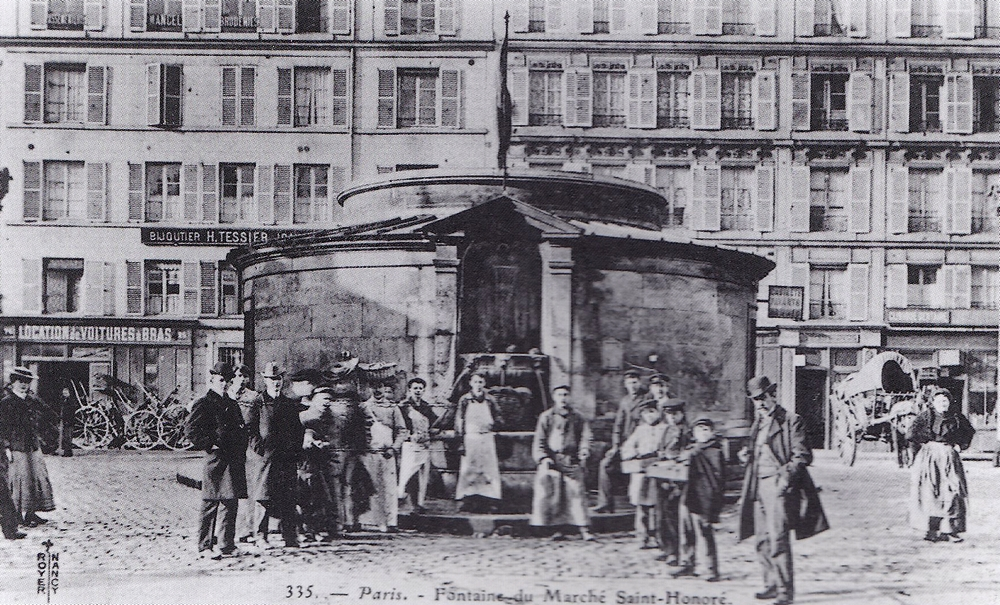
La fuente en una postal hacia 1905

La fuente Marché-Saint-Honoré, antigua fuente del mercado de los jacobinos, es una fuente desaparecida de París, ubicada en la Place du Marché-Saint-Honoré en el I Distrito de París.

## Historia
La fuente, creada a raíz del decreto de Saint-Cloud de 1806, se encontraba en la plaza, en medio de las cuatro salas. Estaba alimentado por la bomba Chaillot y suministraba agua para uso doméstico. El edificio había sido diseñado por el arquitecto Jacques Molinos y el ingeniero François-Jean Bralle. La fuente respondió a la petición de los comerciantes del nuevo mercado instalado bajo los pasillos de la plaza. Se puso en agua alrededor de 1810. No se conoce el momento exacto de su cierre, pero los estanques, que habían quedado inservibles, fueron desmantelados en 1955 y todo el edificio destruido en 1957. Otras fuentes fechan su destrucción alrededor de 1931.

## Descripción
Tenía la forma de una cuenca semicircular alta bajo un frontón triangular. En los bordes de la pila tres pequeños mascarones de bronce arrojaban chorros a una pila inferior al alcance de los usuarios. La fuente en sí se proyecta hacia atrás en un quiosco de rotonda. en mampostería de 4 a 5 metros de diámetro.